# .400 Taylor Magnum
El .400 Taylor Magnum es un cartucho metálico para rifle que deriva del casquillo de "un Gibbs .505 modificado para cargar un proyectil de 0,375 pulgadas".  El .408 Cheyenne Tactical y el .375 Cheyenne Tactical se basaron posteriormente en el .400 Taylor Magnum.  